# Амбар у Стапару
Амбар у Стапару, месту у општини Сомбор, направљен је 1847. по урезаној години на довратницама и представља споменик културе у категорији непокретних културних добара од великог значаја.
Изнад године настајања урезана су слова S и D, вероватно су то иницијали мајстора. Амбар је са подужним тремом, грађен у дрвеној скелетној конструкцији са испуном од ужлебљених талпи, двосливног крова покривеног бибер црепом. Стубови конструкције, дуж предње и обе бочне стране и ступци трема су профилисани и орнаментисани биљним мотивима. Орнаментисани делови били су вишебојни што се може закључити по остацима боје. Обрадом и декорацијом представља леп пример слободностојећег амбара са подужним тремом који је развојно претходио њиховој заједничкој градњи са котобањом.